# Georges Kuhnholtz-Lordat
Georges Marie Ernest Frédéric Kuhnholtz-Lordat (* 8. Januar 1888 in Montpellier; † 6. März 1965 ebenda) war ein französischer Botaniker, Phytopathologe, Ökologe und Pflanzengeograph. Sein botanisches Autorenkürzel lautet „Kuhnh.-Lord.“

## Leben
Kuhnholtz-Lordat war der Sohn eines Gutsbesitzers. Er begann am Gymnasium von Montpellier eine Sekundarschulbildung, die er in Paris abschloss. 1905 machte er sein Abitur im Fach Elementarmathematik und wurde 1907 nach einer Vorbereitung am Lycée Henri IV am Institut national agronomique aufgenommen, wo er 1909 seinen Abschluss zum Ingenieur machte. Nach seinem Militärdienst von 1909 bis 1911 wurde er 1913 Arbeitsleiter an der École nationale d’agriculture in Montpellier sowie Präparator an der Station für Pflanzenphysiologie und -pathologie, die der Einrichtung angegliedert war. 1914 schloss er sein Studium der Naturwissenschaften (Zoologie, Geologie, Botanik) mit dem Bachelor of Science ab. Kuhnholtz-Lordat wurde im selben Jahr als Unterleutnant der Reserve mobilisiert und 1915 zum Hauptmann befördert. Er beendete den Krieg als Stabsoffizier. Kuhnholtz-Lordat wurde 1919 zum Präparator und 1921 zum Arbeitsleiter in der Botanik an der wissenschaftlichen Fakultät der Universität Montpellier ernannt. 1922 heiratete er Raymonde de Roquefeuil, von der er sich 1946 scheiden ließ. Mit ihr hatte er eine Tochter und einen Sohn.
1923 promovierte Kuhnholtz-Lordat mit der Dissertation Essai de géographie botanique sur les dunes du golfe du Lion zum Doktor der Naturwissenschaften und übernahm zwei Jahre später den Lehrstuhl für Botanik und Forstwirtschaft an der École nationale d’agriculture de Montpellier. Außerdem wurde er 1926 mit einem Semesterlehrgang in Botanik an der Fakultät für Pharmazie betraut. Wegen administrativer Schwierigkeiten beantragte er 1953 seine vorzeitige Pensionierung, doch Roger Heim überredete ihn, den neu geschaffenen Lehrstuhl für Ökologie und Naturschutz am Muséum national d’histoire naturelle zu übernehmen, wo er 1955 Professor wurde. 1958 ging er in den Ruhestand und kehrte nach Montpellier zurück, wo er sieben Jahre später bei seinem Sohn starb.
Kuhnholtz-Lordat widmete sich den Bereichen Pflanzengeografie, Pflanzenökologie, Botanik und Phytopathologie. Er studierte die botanische Geographie der Atlantikküste und des Golfe du Lion. Sein Interesse an der landwirtschaftlichen Praxis im Mittelmeerraum führte ihn zu einer parzellenbezogenen Ökologie, aber er erweiterte sein Untersuchungsfeld auch auf die globalen Pflanzenressourcen, für deren Schutz er sich einsetzte. Hinzu kamen verschiedene Arbeiten zu Pflanzenkrankheiten wie Kartoffelkrebs, Schwarzrost an Löwenmäulern oder bakterieller Schimmel an Tomatensämlingen. Kuhnholtz-Lordat berücksichtigte parasitäre Pflanzenpilze bei der Bestimmung von Pflanzen. Zu seinen über 180 Veröffentlichungen zählen Les Dunes du golfe du Lion, essai de géographie botanique (1923), La Terre incendiée, essai d’agronomie comparée (1938), Notes de pathologie végétale (1942–1946), Essai de biologie des sores du diplonte chez les Urédinées (1943), Flore des environs immédiats de Montpellier (1948, in Zusammenarbeit mit Georges Blanchet), La cartographie parcellaire de la végétation (1949), Le tapis végétal dans ses rapports avec les phénomènes de surface (1952), Problèmes généraux de phytopathologie dans le cadre de la parasitologie générale (1957), L’Écran vert (1958) und La Genèse des appellations d’origine des vins (1963).